# Gebandeerde gekko
De gebandeerde gekko (Coleonyx variegatus) is een hagedis die behoort tot de gekko's en de familie Eublepharidae.

## Naam en indeling
De wetenschappelijke naam van de gebandeerde gekko werd voor het eerst voorgesteld door Spencer Fullerton Baird in 1858. Oorspronkelijk werd de wetenschappelijke naam Stenodactylus variegatus gebruikt en later werd de soort aan het geslacht Eublepharis toegekend. De soortaanduiding variegatus betekent vrij vertaald 'variabel'.
Een andere benaming is woestijngekko, maar deze naam wordt voornamelijk gebruikt voor de soort Pachydactylus rangei.

### Ondersoorten
Er worden tegenwoordig drie ondersoorten erkend maar het aantal ondersoorten was in het verleden echter hoger en veel bronnen noemen hierdoor een hoger aantal. De ondersoort Coleonyx variegatus slevini wordt niet meer erkend sinds het enige exemplaar tot de nominaatvorm bleek te behoren. Ook de voormalige ondersoorten Coleonyx variegatus bogerti, Coleonyx variegatus utahensis Coleonyx variegatus peninsularis worden niet langer erkend. De huidige ondersoorten zijn onderstaand zijn weergegeven, met de auteur en het verspreidingsgebied.
| Naam                            | Auteur        | Verspreidingsgebied                                     |
| ------------------------------- | ------------- | ------------------------------------------------------- |
| Coleonyx variegatus abbotti     | Klauber, 1945 | Verenigde Staten (Californië), Mexico (Baja California) |
| Coleonyx variegatus sonoriensis | Klauber, 1945 | Mexico (Sonora)                                         |
| Coleonyx variegatus variegatus  | Baird, 1858   | De rest van het areaal.                                 |

## Uiterlijke kenmerken
De maximale lichaamslengte is twintig centimeter inclusief de vrij lange staart. De gebandeerde gekko heeft een opvallend dikke staart die bijna zo lang is als het lichaam. De mannetjes zijn te herkennen aan een bredere staartbasis en twee kleine uitsteeksels aan de zijkanten van de staartwortel. De Nederlandstalige naam is te danken aan de bandering over het gehele lichaam, maar vele gekko's hebben een bandentekening en deze soort is met name te herkennen aan de blauwe oogomgeving. De ogen zijn relatief groot en hebben een verticale pupil. De hechtlamellen die bij veel gekko's voorkomen onder de vingers en tenen ontbreken. De vingers en tenen dragen duidelijk zichtbare nagels.
De lichaamskleur is geelbruin tot bruingrijs, met een iets donkere tot bijna zwarte bandering die erg variabel is. Zowel brede, strakke banden als dunne flarden-achtige tekeningen komen voor, de buik is wit tot grijs. De huid is enigszins doorzichtig waardoor het lichaam een wat roze gloed heeft door de zichtbare doorbloeding.

## Levenswijze
De bodembewonende gebandeerde gekko klimt niet veel maar heeft een meer gravende levenswijze. De hagedis is 'nachts actief en komt alleen tevoorschijn als de hitte van de dag verdwenen is. Tijdens het jagen is de gekko ondanks de koude nachtelijke temperaturen in de streken waar hij leeft erg snel. Het voedsel bestaat uit kleine geleedpotigen zoals kevers en spinnen, termieten, sprinkhanen en pissebedden. Deze soort laat de staart erg makkelijk vallen bij aanraking. Als de gekko wegvlucht wordt de staart vaak boven het lichaam gekromd om de kans groter te maken dat een vijand de staart aanvalt in plaats van de gekko zelf. Ook wordt wel gedacht dat de gekko zo een schorpioen imiteert. Als het dier wordt opgepakt zal het piepende geluiden produceren. De vrouwtjes zetten twee keer per jaar eieren af die na ongeveer zes weken uitkomen.

## Verspreiding en habitat
De gebandeerde gekko komt voor in delen van Noord-Amerika en leeft in de landen Mexico en de Verenigde Staten. In Mexico komt de gekko voor in de staten Baja California, Sonora en Sinaloa, en in de VS in de staten Californië, Arizona, New Mexico, Utah en Nevada. De habitat bestaat uit zowel gematigde als droge tropische en subtropische scrublands en zowel hete als gematigde woestijnen.

## Beschermingsstatus
Door de internationale natuurbeschermingsorganisatie IUCN is de beschermingsstatus 'veilig' toegewezen (Least Concern of LC).